# Euphorbia enterophora
Euphorbia enterophora Drake es una especie fanerógama perteneciente a la familia de las euforbiáceas. 

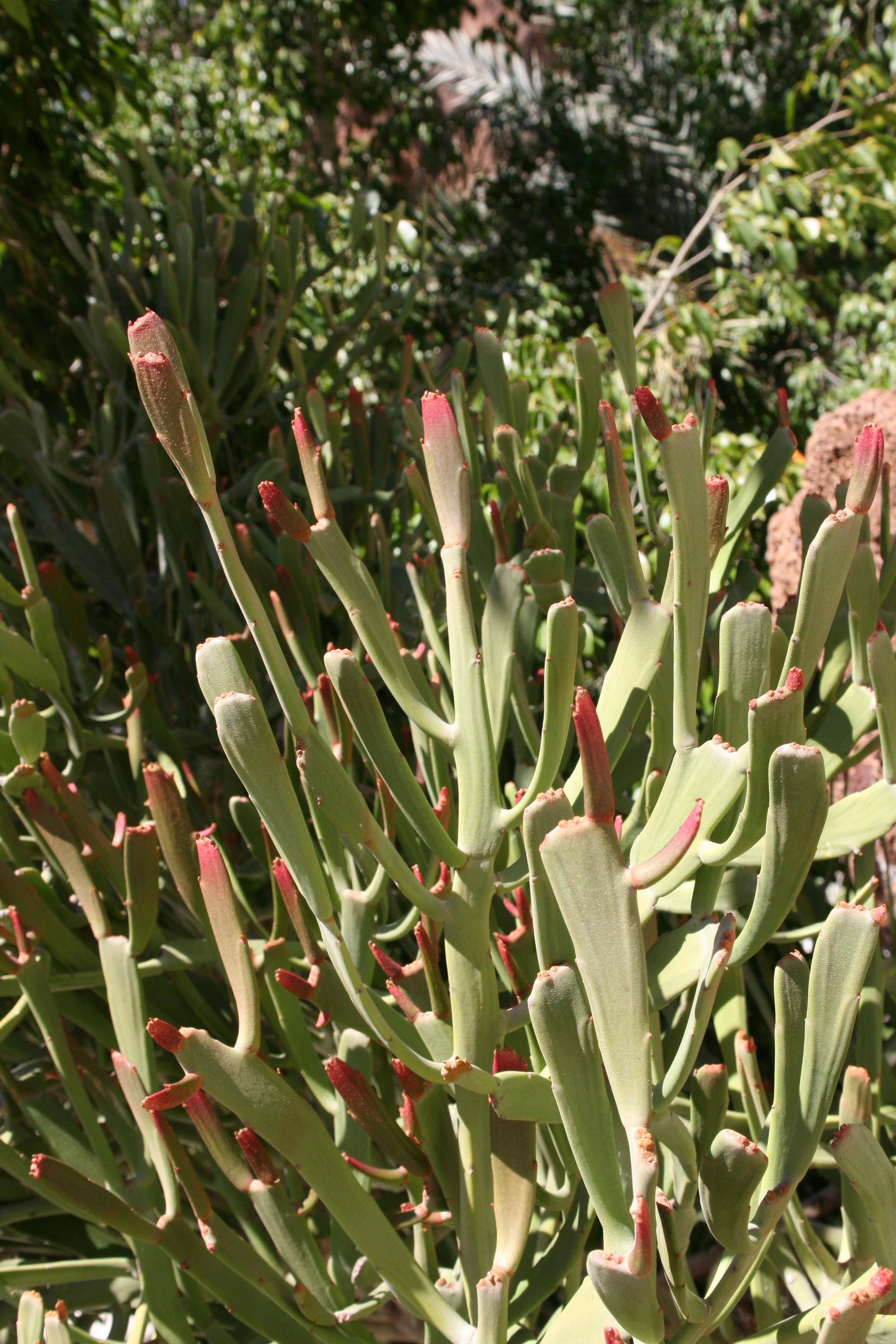
Vista de la planta

## Distribución
Se encuentra en Madagascar en la Provincia de Fianarantsoa y la Provincia de Toliara. Su natural hábitat son los bosques secos y áreas rocosas subtropicales o tropicales.  Está amenazado por la pérdida de hábitat.

## Descripción
Es un arbusto, que se encuentra en el bosque húmedo, subhúmedo o subárido; en laderas rocosas e inselberg, a una altitud de  0-999 metros. Endémico de Madagascar.

## Variedades
- Euphorbia enterophora ssp. crassa Cremers 1978
- Euphorbia enterophora ssp. enterophora

## Taxonomía
Euphorbia enterophora fue descrita por Emmanuel Drake del Castillo y publicado en Bulletin du Muséum d'Histoire Naturelle 5: 307. 1899.
Etimología
Euphorbia: nombre genérico que deriva del médico griego del rey Juba II de Mauritania (52 a 50 a. C. - 23), Euphorbus, en su honor – o en alusión a su gran vientre –  ya que usaba médicamente Euphorbia resinifera. En 1753 Carlos Linneo asignó el nombre a todo el género.
enterophora: epíteto
Sinonimia
- Tirucallia enterophora (Drake) P.V.Heath (1996).[5][6]